# Crkva Uznesenja Blažene Djevice Marije na nebo u Molvama
Crkva Uznesenja Blažene Djevice Marije na nebo u Molvama građena je od 1853. godine, a završena je nakon gotovo 10 godina gradnje. Crkva je blagoslovljena 9. studenoga 1862. godine, kada je u Molvama župnikom bio Franjo Drobčec (1858. – 1866.). Unutrašnjost crkve dao je oslikati župnik Blaž Tomašić. Crkva je oslikana je s 26 fresaka, čiji autor je zagrebački slikar Antonini, a svoj posao završio je 1890. godine, otkad ona postaje vrlo posjećeno svetište Majke Božje Molvarske.

## Arhitektura
Ta grandiozna građevina u srcu Podravine je, zapravo, najraniji poznati rad Franje Kleina, velikoga zagrebačkog graditelja iz druge polovice 19. stoljeća.  Osnova crkve bila je sagrađena kao jednostavna longitudinalna građevina u obliku latinskoga križa s transeptom i izdvojenom polukružnom apsidom, u kojoj je smješten glavni oltar. Uz glavni oltar, u crkvi su postavljena četiri pobočna oltara, dva u glavnom brodu i dva u transeptu. Prostor crkve zadivljuje svojom veličinom i impozantnim mjerama: duljina iznosi 43 metra, visina 15 metara, širina transepta 27 metara, dok je visina zvonika 45 metara. S obzirom na činjenicu da je sagrađena u mjestu koje je u vrijeme izgradnje brojilo samo 140 kuća, molvanska župna crkva predstavlja izuzetan graditeljski poduhvat. 
Pročelje crkve oblikovano je u slogu neoromanike, brižljivo osmišljene okomite i vodoravne podjele, koja je naglašena bijelim, u odnosu na nježno žutu boju fasade. U svojoj elevaciji molvanska crkva posjeduje ponešto od duhovne vrijednosti gotičkih građevina, pa tako po svom duhu pripada arhitekturi romantizma, s kojom se Franjo Klein pobliže upoznao asistirajući kao graditeljski pomoćnik pri izgradnji objekata na bečkom Ringu. Po svemu se ubraja u ostvarenja historicizma, s obzirom na neoromaničke i neogotičke elemente. Na srednjem dijelu pročelja diže se visok, četverouglast zvonik, što se u svojoj osnovi prostorno izdvaja izvan pročelja.

## Svetište (prezbiterij) i glavni oltar
U svetištu iznad glavnog oltara, ispod svoda, naslikana su dva anđela koji u rukama drže vrpcu bijele boje, na kojoj su upisane riječi apostola Pavla: "Kralju vijekova, neumrlom i nevidljivom, jedinom Bogu čast i slava u vijeke vijekova Amen. (1 Tim 1.17)" 
Desno i lijevo od glavnog oltara izvedene su slike Smrt Isusova na križu i Smrt Marijina u krugu svetih apostola, sv. Anastazija i sv. Bazilija te slike sv. Grgura Nazijanskoga i sv. Ivana Krizostoma. Ispod malog kora u svetištu, povrh vrata sakristije postavljena je sljedeći natpis: 
VELIČANSTVENU CRKVU OVU KOJU JE PONUKOM IGNACIJA ČIVIĆA SL. GJURGJEVAČKE PUKOVNIJE – A TROŠKOM ŽUPLJANA MOLVARSKIH NA ČAST BL. DJ. MARIJE POČEO GRADITI GOD. 1853. JOSIP GJIKETA ŽUPNIK – DOGRADIO JE GOD. 1863. POMOĆU VELIKODUŠNIH DAROVA NJ. CES. KR. APOST. VELIČANSTVA FRANJE JOSIPA 1. TE NJ. UZORITOSTI KARDINALA JURJA HAULIKA VARALJSKOGA NADBISKUPA ZAGREBAČKOG – NEUMRLI ŽUPNIK FRANJO DROBČEC. – TRIDESET GODINA KASNIJE POSLIJE USTRAJNE PRIPRAVE – DAO JU JE NASLIKATI BLAŽ TOMAŠIC ŽUPNIK – KOJI OVOM PLOČOM SPOMENICOM SLAVNA IMENA SVOJIH ZASLUŽNIH PREDŠASNIKA ZABORAVNOSTI OTIMLJE I POTOMSTVU NA ŠTOVANJE PREDAJE – TI PAK KOJI OVO ČITAŠ MOLI ZA DUŠE NJIHOVE A S TOBOM BIO MIR I BLAGOSLOV OD GOSPODINA ISUSA KRISTA."[vikanje?]
Pokraj natpisa nalazi se vrlo uspio medaljon s likom župnika Blaža Tomašića. Veliki prizor u svetištu, iznad glavnog oltara, prikazuje Uznesenje Marijino - Mariju uzdižu anđeli, a dočekuje ju Presveto Trojstvo. 
Glavni oltar, koji se i danas nalazi u crkvi, stigao je u Molve krajem kolovoza 1897. godine a izgrađen u čuvenoj radionici Ferdinanda Stuflessera u južnom Tirolu. Oltar je imitacija mramora. Uza svetohranište nalaze se dvije stube za dva reda svijećnjaka. Nalazimo ovdje i četiri reljefna ukrasa uzeta iz Starog zavjeta. Prva dva na pročelju oltara predstavljaju Mojsija kako otvara štapom pećinu iz koje je potekla voda te uhode u zemlji kanaanskoj s ogromnim grozdovima. Gornja dva reljefa, desno i lijevo od svetohraništa, prikazuju Abrahama kako spremno želi Bogu žrtvovati svoga sina Izaka te Melkisedeka kako Bogu prikazuje kruh i vino, tipovi Spasitelja i euharistije. 
Kraj slike Majke Božje na nebo uznesene postavljeni su krasni kipovi sv. Josipa i sv. Ivana Krstitelja te kipovi sv. Ćirila i sv. Metoda. Na vrhu oltara nad slikom Marije na nebo uzete postavljen je velik križ s tijelom Spasitelja, ispod kojeg stoji njegova Žalosna Majka Marija i sv. Ivan apostol.

## Istočna lađa
U pokrajnjoj lađi prema istočnom izlazu nalazi se oltar sv. Nikole. Iznad samog oltara prikazano je uskrsnuće Isusovo. Na svodu se vide slike Isus iscjeljuje slijepca od rođenja i Isusova besjeda na gori. Iznad pokrajnjih vrata naslikana je slika Posljednja večera. 
Uz kip sv. Nikole nalaze se još dva kipa – sv. Valentina i sv. Katarine. Ispod menze toga oltara nalazi se kip presvetoga tijela Isusova u ležećem položaju, koje ujedno služi kao Isusov grob. Iznad svetohraništa oltara nalazi se slika koja predstavlja Janje Božje.

## Zapadna lađa
U pokrajnjoj lađi prema zapadnom izlazu nalazi se oltar sv. Antuna Padovanskog. Nad samim oltarom prikazano je uzašašće Gospodinovo na nebo. Na svodu se vide slike Isus uskrisuje Jairovu kćer i Žena Kananajka pred Isusom. Iznad pokrajnjih vrata naslikana je slika Isus na večeri kod farizeja Šimuna. 
Uz kip sv. Antuna nalaze se još dva kipa – sv. Izidora seljaka i sv. Notburge. Ispod menze tog oltara postavljen je kip sv. Filomene u ležećem stavu. Ispod svetohraništa oltara nalazi se slika koja predstavlja Nebeskog Pelikana. Desno do oltara nalazi se kipić sv. Franje Asiškoga.

## Glavna lađa
Na svodu, gdje se križaju glavna lađa sa sporednima, naslikana su četiri biblijska motiva kod kojih je prisutna i Marija, majka Isusova. To su slike Poklon sveta Tri kralja, Isus kao dvanaestogodišnji dječak u hramu, Isus na svadbi u Kani Galilejskoj i Silazak Duha Svetoga nad apostole. 
Prema izlazu na svodu glavne lađe naslikane su tri slike iz s prizorima iz Starog zavjeta i tri s prizorima iz Novog zavjeta. To su Anđeo izgoni Adama i Evu iz raja zemaljskoga, Nevina Suzana i njezini klevetnici pred Danijelom, Junački Makabejci sa svojom majkom pred Antiohom, Isus izgoni trgovce iz Hrama, Farizeji kušaju Isusa i Krist, sudac živih i mrtvih. 
U glavnoj lađi nalaze se veliki tirolski kipovi s baldahinom izrađeni kod čuvena kipara Ferdinanda Stuflessera u Tirolu, lijevo kip sv. Lucije i sv. Roka, a desno kip sv. Barbare i sv. Florijana. 
Lijevo u glavnoj lađi nalazi se oltar Srca Isusova. Uz kip Srca Isusova smještena su još dva kipa. Lijevo je kip sv. Doroteje, a desno kip sv. Terezije od djeteta Isusa i Božjeg Lica. Iznad kipa Srca Isusova nalazi se mali kip sv. Franje Ksaverskog. 
Desno u glavnoj lađi nalazi se oltar Gospe Lurdske. Na oltaru su smještena još dva kipa. Lijevo je kip sv. Šimuna apostola, a desno kip sv. Jude Tadeja apostola. Ispod pećine i kipa Gospe Lurdske smješten je mali kip sv. Ivana Nepomuka. 
Iznad glavnog ulaza, u središnjoj lađi nalazi se kor za pjevače s orguljama, koje su izrađene za vrijeme 1. svj. rata. Orgulje imaju 17 registara. Na pročelju kora naslikane su slike koje predstavljaju presvetu euharistiju. U sredini je Janje Božje, desno Križ i sulica s probodenim Isusovim srcem, a lijevo Presveti Oltarski Sakrament s križem, štolom, knjigom i novim plodovima, što su simboli kršćanskog ufanja, vjere i ljubavi.

## Križni put
Križni put je smješten u dvjema poprečnim lađama. Ukrasne okvire iz hrastova drveta načinio je domaći sin Mato Balogović – samouki stolar.

## Kulturni događaji
U Svetištu Majke Božje Molvarske svake se godine počevši od 2003. održava Marija fest, hrvatski festival novih duhovnih marijanskih pjesama i festival radosti u vjeri i zajedništva s Bezgrešnom koja nas je poziva k sebi.

## Također pogledajte
- Crkvena arhitektura u Hrvatskoj
- Crkvena umjetnost u Hrvatskoj
- Hrvatska arhitektura
- Likovna umjetnost u Hrvatskoj

## Vanjske poveznice
- Župa uznesenja Blažene Djevice Marije na nebo Molve
- Djelovanje arhitekta Franje Kleina u Varaždinsko-đurđevačkoj pukovniji (1851.-1859.), "Prostor: znanstveni časopis za arhitekturu i urbanizam", 17 (2009) , 1 (37); 64-77